# Campionato Sammarinese di Calcio
Campionato Sammarinese di Calcio (tiếng Việt: Giải bóng đá Vô địch Quốc gia San Marino) là một giải đấu dành cho các câu lạc bộ bóng đá ở San Marino và đây là hạng đấu duy nhất trong hệ thống giải bóng đá ở San Marino (không có đội xuống hạng), bắt đầu tổ chức từ mùa giải 1985–1986. Giải hiện đang xếp thứ 55 theo hệ số của UEFA, dựa trên thành tích của các đội bóng tại Champions League, Europa League và Europa Conference League.

## Các đội bóng tham dự mùa giải 2022-23
- Cailungo (Borgo Maggiore)
- Cosmos (Serravalle)
- Domagnano (Domagnano)
- Faetano (Faetano)
- Fiorentino (Fiorentino)
- Folgore (Serravalle)
- Juvenes/Dogana (Serravalle)
- La Fiorita (Montegiardino)
- Libertas (Borgo Maggiore)
- Murata (San Marino)
- Pennarossa (Chiesanuova)
- San Giovanni (Borgo Maggiore)
- Tre Fiori (Fiorentino)
- Tre Penne (San Marino)

## Vua phá lưới
| Mùa giải | Vua phá lưới                                                                           | Đội                                                                               | Số bàn thắng |
| -------- | -------------------------------------------------------------------------------------- | --------------------------------------------------------------------------------- | ------------ |
| 1997–98  | Damiano Vannucci                                                                       | S.S. Virtus                                                                       | 21           |
| 2003–04  | Damiano Vannucci                                                                       | S.S. Virtus                                                                       | 15           |
| 2004–05  | Matteo Pazzaglia                                                                       | Montevito                                                                         | 19           |
| 2009–10  | Simon Parma                                                                            | S.P. La Fiorita                                                                   | 13           |
| 2010–11  | - Adolfo Hirsch - Marco Fantini - Roberto Gatti - Alessandro Giunta - Francesco Viroli | - S.S. Virtus - A.C. Juvenes/Dogana - S.S. Murata - S.P. Tre Fiori - S.C. Faetano | 12           |
| 2011–12  | Cristian Rubén Menin Simon Parma                                                       | S.S. Cosmos La Fiorita                                                            | 11           |
| 2012–13  | Alberto Cannini Denis Iencinella                                                       | Tre Fiori F.C. Fiorentino                                                         | 17           |
| 2013–14  | Valentin Grigore Giacomo Gualtieri                                                     | S.S. Cosmos La Fiorita                                                            | 18           |
| 2014–15  | Daniele Friguglietti                                                                   | San Giovanni                                                                      | 16           |
| 2015–16  | Marco Martini                                                                          | La Fiorita                                                                        | 20           |
| 2016–17  | Marco Martini                                                                          | La Fiorita                                                                        | 27           |
| 2017–18  | Imre Badalassi                                                                         | Tre Fiori                                                                         | 20           |
| 2018–19  | Andrea Compagno                                                                        | Tre Fiori                                                                         | 22           |
| 2019–20  | Eric Fedeli                                                                            | Murata                                                                            | 16           |
| 2020–21  | Imre Badalassi                                                                         | Folgore                                                                           | 13           |
| 2021–22  | Imre Badalassi                                                                         | Tre Penne                                                                         | 24           |
| 2022–23  | Matteo Prandelli                                                                       | Cosmos                                                                            | 21           |